# Tudi Wiggins
Pour les articles homonymes, voir Wiggins.
Mary Susan Wiggins , connue sous ne nom de scène Tudi Wiggins (née le 10 octobre 1935 à Victoria, Colombie-Britannique, au Canada, et morte le 19 juillet 2006 à l'âge de 70 ans à Gouverneur, État de New York) est une actrice canadienne.

## Biographie
Tudi Wiggins a commencé à se produire sur scène à l'âge de 10 ans et a débuté à Broadway dans The Prime of Miss Jean Brodie dans les années 1960.
Elle a produit, réalisé et animé sa propre émission locale de débat télévisé dans la vallée de l'Hudson, dans la région de New York jusqu'à sa retraite dans les années 1980.
Elle a été nommée en 1973 pour le prix Joseph Jefferson de la meilleure actrice dans un second rôle principal pour son interprétation dans Old Times au Goodman Theatre de Chicago, Illinois.

## Filmographie
- 1988 : Incidents de parcours (Monkey Shines) de George Andrew Romero : Melanie Parker
- 1985 : Brass série télévisée : Mrs. Amory
- 1984 : Hot Resort série télévisée : Sarah
- 1985 : He's Fired, She's Hired série télévisée : Wheezy Knowlton
- 1981 : Standing Room Only série télévisée : Mrs. Witherspoon
- 1980 : La Force du destin série télévisée : Sarah Kingsley
- 1979 : The Great Detective série télévisée :
- 1978 : Love of Life série télévisée : Meg Dale
- 1972 : Hot Pants Holiday série télévisée : Jill
- 1972 : Haine et Passion série télévisée : Karen Martin